# 橋川健
橋川 健（はしかわ けん、1970年5月8日 - ）は、千葉県流山市出身の自転車プロロードレース選手・指導者である。1990年代に欧州で活躍。現在はチームNIPPO-デローザのコーチを務める傍ら、チームユーラシアの監督としてベルギーを中心に活動している

## 経歴
中学生時に自転車の機材としての興味を持ち、高校生時からロードレースを始める。早くから日本トップクラスのレースに出場し活躍する。

1990年に全日本アマチュア選手権で2位になり、世界選手権の出場資格を得るがこれを断って欧州へ渡る。ベルギーを拠点としてクラブチームに所属しレース活動を行う。

1991年にプロチームのモトローラと契約するが、あくまでスポット契約だったため、まだ主な出場レースはアマチュアレースだった。

1995年にTonissteinerと契約を結び本格的にプロ選手としての活動をスタートさせる。この年、全日本プロフェッショナル選手権で優勝。

1996年はツール・ド・おきなわで優勝。

1998年にも全日本プロフェッショナル選手権で優勝するが、この年体調を大きく崩して入院。以後は日本に活動拠点を移すことになる。

1999年にチームブリヂストン・アンカーに移籍。体調を少しずつ取り戻し、ツール・ド・北海道において第3ステージ勝利、さらに個人総合優勝を飾った。

2000年のツール・ド・北海道第3ステージでも勝利を飾る。海外活動も短期ながら再開をする。

2006年にはマトリックス・パワータグに移籍。2008年の全日本選手権個人タイムトライアルで3位入賞。健在ぶりを示している。

2009年にチームNIPPOコルナゴにコーチ兼任という形で移籍する。

2010年にはチームユーラシアの監督に就任した。

## 人物
自身のバイクブランド「Vlaams（ブラームス）-Bike」を創設。フレームやハンドルバーなどを販売している。

また、自転車ロードレース初心者からアマチュア上位クラスの選手を対象とした「クラブ ブラームス」も設立している。